# Ollie Hassell-Collins
Pas d'image ? Cliquez ici

a Compétitions nationales et continentales officielles uniquement.

b Matchs officiels uniquement.
Dernière mise à jour le 5 avril 2023.
Ollie Hassell-Collins, né le 17 janvier 1999 à Reading (Angleterre), est un joueur international anglais de rugby à XV jouant au poste d'ailier avec les Leicester Tigers.

## Biographie

### Carrière en club
Ollie Hassell-Collins a commencé à jouer au rugby au club local de Newbury RFC où entraine son père, avant de rejoindre le centre de formation des London Irish à l'âge de seize ans.
Il réalise ses débuts professionnels le 27 octobre 2018 lors du match face aux Cornish Pirates en deuxième division, match dans lequel il inscrit un essai. À la fin de la saison 2017-2018, son équipe est promue en Premiership.
Le 10 mars 2023, il effectue face aux Sale Sharks, sa centième apparition sous le maillot des « Exiles ».
Le 28 mars 2023, le club des Leicester Tigers annonce l'arrivée d'Ollie Hassell-Collins à partir de la saison 2023-2024.
En 2024-2025, il perd la finale du championnat d'Angleterre face à Bath Rugby sur le score de 23 à 21.

### Carrière en équipe nationale
Ollie Hassell-Collins évolue d'abord avec l'équipe d'Angleterre des moins de 18 ans lors d'une tournée en Afrique du Sud. Il joue ensuite pour celle des moins de 20 ans lors du Tournoi des Six Nations des moins de 20 ans 2019 et du Championnat du monde junior 2019.
En 2019, il participe également au tournoi de Paris avec l'équipe d'Angleterre de rugby à sept.
En juin 2021, Hassell-Collins est convoqué par Eddie Jones pour un camp d'entraînement de l'équipe nationale d'Angleterre, puis de nouveau pour le Tournoi des Six Nations 2022.
Il est rappelé par le nouveau sélectionneur Steve Borthwick pour le Tournoi des Six Nations 2023. Il réalise alors ses débuts en étant titulaire pour le premier match face à l'Écosse. À cette occasion, il devient le premier joueur des London Irish à démarrer un match avec l'équipe d'Angleterre depuis 9 ans. Il est de nouveau titularisé pour le second match face à l'Italie. Blessé, iI ne participe pas au troisième match face au pays de Galles et n'est pas rappelé pour le reste du Tournoi que l'Angleterre termine à la quatrième place,,.
Mi-février 2024, il est convoqué avec l'équipe d'Angleterre A afin d'affronter le Portugal.

## Statistiques

### En club
| Saison                 | Club                   | Compétition              | Matchs | Points | Essais |
| ---------------------- | ---------------------- | ------------------------ | ------ | ------ | ------ |
| 2018-2019              | London Irish           | RFU Championship         | 5      | 20     | 4      |
| 2018-2019              | London Irish           | Championship Cup (en)    | 3      | 0      | 0      |
| 2019-2020              | London Irish           | Championnat d'Angleterre | 18     | 45     | 9      |
| 2019-2020              | London Irish           | Challenge européen       | 5      | 0      | 0      |
| 2019-2020              | London Irish           | Coupe d'Angleterre (en)  | 3      | 0      | 0      |
| 2020-2021              | London Irish           | Championnat d'Angleterre | 18     | 30     | 6      |
| 2020-2021              | London Irish           | Challenge européen       | 3      | 15     | 3      |
| 2021-2022              | London Irish           | Championnat d'Angleterre | 18     | 50     | 10     |
| 2021-2022              | London Irish           | Challenge européen       | 5      | 0      | 0      |
| 2021-2022              | London Irish           | Coupe d'Angleterre (en)  | 3      | 5      | 1      |
| 2022-2023              | London Irish           | Championnat d'Angleterre | 17     | 50     | 10     |
| 2022-2023              | London Irish           | Champions Cup            | 4      | 0      | 0      |
| Total London Irish     | Total London Irish     | Total London Irish       | 102    | 215    | 43     |
| 2023-2024              | Leicester Tigers       | Championnat d'Angleterre | 8      | 20     | 4      |
| 2023-2024              | Leicester Tigers       | Champions Cup            | 2      | 0      | 0      |
| 2023-2024              | Leicester Tigers       | Coupe d'Angleterre (en)  | 4      | 10     | 2      |
| Total Leicester Tigers | Total Leicester Tigers | Total Leicester Tigers   | 14     | 30     | 6      |

### En équipe nationale
| Année | Compétition | Matchs | Points | Essais |
| ----- | ----------- | ------ | ------ | ------ |
| 2023  | Six Nations | 2      | -      | -      |
| Total | Total       | 2      | 0      | 0      |

## Palmarès

### En club
- Vainqueur du Championnat d'Angleterre de 2e division en 2019 avec les London Irish.
- Finaliste de la Coupe d'Angleterre en 2022 avec les London Irish.
- Finaliste du Championnat d'Angleterre en 2025 avec les Leicester Tigers.

### Distinctions personnelles
- Meilleur marqueur du Championnat d'Angleterre en 2025 (13 essais).